# Maximilian (rapper)
Claudiu Iulian Husaru (n. 22 octombrie 1980), cunoscut sub numele de Maximilian, este un rapper român. Născut în Bacău, și-a început cariera muzicală în 1998 alături de formația Mahsat. Claudiu s-a împrietenit cu alți rapperi români, precum Grasu XXL și Cheloo, iar în 2002 a lansat alături de colegii săi de la Mahsat albumul Laboratoru', distribuit prin casa de discuri Cat Music.
Primul album solo al lui Maximilian, Volumu' la Maxim...ilian!!!, a fost lansat pe 22 octombrie 2008 și poartă numele primului single promovat, „Volumu' la Maxim... ilian!!!”.
În vara anului 2011 a lansat împreună cu MefX videoclipul piesei "Sophie", datorită căruia devine cunoscut publicului larg. Atât piesa, cât și videoclipul s-au bucurat de foarte mare succes și au strâns peste 20 de milioane de vizualizări pe YouTube.
În 2013 a lansat cel de-al doilea album solo al său, intitulat Maxim, am spus!!!. Acesta a fost promovat de 3 single-uri: „Aseară... (Haș-Haș)”, „Maxim, am spus!!!” în colaborare cu DOC, și „Sophie” cu MefX.
În primăvara anului 2016 a urmat cel de-al treilea album solo semnat Maximilian, intitulat "A 5a roată la căruță". Printre artiștii invitați pe acest album se numără Grasu XXL, MefX, Spike (rapper), Angeles, Șatra B.E.N.Z., Valentin Câmpeanu, Nane.
Maximilian părăsește Okapi Sound în anul 2017 și își înființează propriul label independent, Cașalot Sound.
Maximilian lansează pe data de 23 octombrie 2024 cel de-al patrulea album solo, "NARCIS".

## Biografie

### Mahsat
Maximilian a început să cânte hip hop în anul 1996, pe când era încă în liceu. Și-a făcut trupă împreună cu doi colegi de clasă, investind banii de alocație în instrumentale. A pus bazele formației Mahsat (o anagramă a sintagmei Șah Mat), alături de Houdini (fratele său) și Blat Jargon (Alex aka Vibe Arena de la Deepside Deejays, ulterior Boehm). În anul 1998 l-a cunoscut pe Dragoș (Grasu XXL).
Cu ajutorul lui Grasu XXL au ajuns să colaboreze cu Cheloo, care căuta în timpul său liber să se ocupe de mai multe proiecte. Au realizat 5 instrumentale și au tras vocile, prima apariție pe piață fiind cu piesa „Micii spărgători de rime” (cu Grasu XXL) pe compilația Marpha Hip Hop 3 (1998). A urmat „Jucător cu două fețe” (cu Cheloo), pe compilația De la Est la Vest.
Din 1998 până în 2000, Maximilian a lucrat cu ajutorul lui Tataee la albumul de debut Mahsat. Primul lor album, intitulat Laboratoru', a fost lansat pe 23 februarie 2002 la casa de discuri Cat Music și a fost distribuit de Media Services. Laboratoru' a fost înregistrat și mixat în studioul Sound Art, ingineri de sunet fiind Florin Sever, Rudolf Bloch și Cătălin Tută Popescu și a fost masterizat în studioul Magic Sound, inginer de sunet fiind Cristi Dobrică. De foto și design grafic s-a ocupat Alin Surdu.. Producătorii executivi ai albumului sunt Grasu XXL și Tataee (membru B.U.G. Mafia). Albumul a fost promovat de melodia „O vorbă de pe stradă” în colaborare cu XXL & 10 Grei (Grasu XXL și Paco 10 Grei) și Villy. Piesa a beneficiat și de videoclip.
La începutul anului 2004 rapperul a plecat în Italia împreună cu Grasu XXL, unde au stat și lucrat aproape doi ani, întorcându-se în țară la jumătatea lui 2005. La întoarcere au pus bazele casei de producție muzicală Okapi Sound, alături de Guess Who, Spike (rapper) și Agresiv (Vlad Lucan aka LukOne și Mitză).
În 2006, Grasu XXL lansează albumul "Curaj", produs împreună cu Tatatee și Caddy (Bug Mafia). L-a promovat prin mixtape-ul "Evident" (2006), care conținea piese de pe "Curaj" mixate de Dj Swamp (pe atunci membru Bug Mafia); Maximilian apare pe piesele "Fără filtru" (remix feat. Mari și Paco), "Elegant" feat. Mario, "Full Option" și "Sare Casa" feat. Houdini.
În 2006, Maximilian a început să lucreze la primul lui album solo, Volumu’ la Maxim…ilian!!!.

### Volumu' la Maxim...ilian!!!(2008)
Primul album solo al lui Maximilian, Volumu' la Maxim...ilian!!!, a fost lansat pe 22 octombrie 2008, chiar de ziua lui de naștere. A fost distribuit pe site-ul artistului și poartă numele primului extras pe single, care a fost promovat și printr-un videoclip în care apar toți membrii și prietenii Okapi Sound. Materialul conține colaborări cu Grasu XXL, Nicalai, Freaka Da Disk (Paraziții), Villy, Guess Who, Spike, Cedry2k, Mario, Paco 10 Grei, Tranda, WattDaFuck, JJ și Angeles. Albumul conține 14 piese și un bonus („Da, Frate!” cu XXL & 10 Grei, Houdini și Mario).
Există și o ediție specială a albumului, lansată în 2009,, care conține videoclipurile „Volumu' la Maxim...ilian” și „P!@#$ la volan”, plus making-of la videoclipul „P!@#$ la volan”. Melodia necenzurată „P!@#$ la volan” este înlocuită cu varianta cenzurată.

### Videoclipul Sophie(2011)
Maximilian devine cunoscut publicului larg în 2011, cu "Sophie", o piesă făcută în colaborare cu MefX. Aceasta a fost promovată printr-un videoclip lansat în premieră pe postul de televiziune Music Channel. Atât piesa, cât și videoclipul s-au bucurat de foarte mare succes, strângând peste 20 de milioane de vizualizări pe YouTube.

### Maxim, am spus!!!(2013)
Cel de-al doilea album solo Maximilian, „Maxim, am spus!!!”, a fost lansat pe 21 octombrie 2013, la 5 ani după primul său material. „Maxim, Am Spus!!!” conține 16 piese, inclusiv hiturile „Sophie” (feat. MefX) si „Domnisoare” (feat. Zhao & Spike), lansate în colaborare cu Music Expert Company, respectiv Red Clover Media. Printre artiștii cu care a colaborat se numără Grasu XXL, Spike, MefX, Junky, Mitză (Agresiv), DJ Oldskull, Zhao, What’s Up, Deliric și DOC. Piesele au fost produse de Mitză (Agresiv), MefX, Motzu, Keri și Paul Iorga. Albumul este mixat în totalitate de Grasu XXL și Mitză (Agresiv) la Okapi Sound.

### A 5a Roată la Căruță(2016)
Produs și înregistrat la Okapi Sound, „A 5a Roată La Căruță” este cel de-al treilea album solo semnat Maximilian, lansat pe 10 mai 2017. Conține 14 piese, la care a colaborat cu Spike, Valentin Câmpeanu, Angeles, MefX, Nane, Șatra B.E.N.Z Grasu XXL și Zhao, precum și trei conversații telefonice cu familia lui (Intro, Interludiu și Outro). De mix și master s-au ocupat Cristi Dobrică și Grasu XXL.
„Am zis să vă fac o surpriză, sper să fie una cât mai plăcută. Aveți mai jos link-ul către cel mai nou album al meu, album care nu s-ar fi întâmplat fără contribuția fraților mei …contribuție pentru care le mulțumesc. Și pentru faptul că mă suportă. Iar vouă vă mulțumesc pentru toată susținerea de până acum. Audiție plăcută!”
Cel de-al treilea album solo Maximilian poate fi ascultat gratuit, pe serviciile de streaming muzical, sau descărcat.

### Fondarea Cașalot Sound (2017)
Maximilian părăsește Okapi Sound în anul 2017 și își înființează propriul label independent, Cașalot Sound in decursul aceluiași an. 
Primul single lansat prin Cașalot Sound este "De La Tine Știu", publicat la data de 28 septembrie 2017, piesa fiind produsă de către Esqu și avându-l ca invitat pe Angeles. Pe data de 8 noiembrie 2017 Maximilian lansează single-ul "Amintiri Din Copilărie". Pe 17 ianuarie 2018 publică single-ul "MMP", în colaborare cu Brnkush și produs de către Esqu. Odată cu "MMP", Maximilian anunță și titlul următorului album, "NARCIS".

### NARCIS (2024)
Precedat de single-urile însoțite de videoclip "MMP" (2018), "Vorbesc Cu Mine" (2018), "Nush CSZ" (2022), "Mileuri & Bibelouri" (2023) și "Un Moment" (2023), albumul NARCIS este publicat în data de 23 octombrie 2024, în aceeași zi cu videoclipul single-ului "Eram La Drum", în colaborare cu Vlad Flueraru.

## Discografie

### Albume de studio
- Volumu' la Maxim...ilian!!! (2008)
- Maxim, Am Spus!!! (2013)
- A 5a Roată La Căruță (2016)
- NARCIS (2024)

### Cu Mahsat
- Laboratoru' (2002)

### Colaborări
Maximilian a colaborat cu Cheloo, B.U.G. Mafia, Grasu XXL, Guess Who, Spike (rapper), MefX, DOC, Deliric și mulți alți rapperi români.